# Piazza dei Cavalieri di Malta
A Piazza dei Cavalieri di Malta vagyis a Máltai Lovagok tere Róma egyik középkorból származó belvárosi tere az Aventinuson. 
A teret ciprusok, díszes homlokzatú épületek, obeliszkek, címerpajzsok díszítik, mai formáját 1765-ben Giambattista Piranesi tervei alapján nyerte el. A téren áll a Santa Maria del Priorato-templom és priorátusa, valamint a Sant'Anselmo-templom, bencés rendi nemzetközi intézet.
A tér leghíresebb eleme egy bronz kulcslyuk, amelyen keresztül - egy szépen nyírt fasor végén - látható a Szent Péter-bazilika kupolája.